# Gagaoezië
Gagaoezië (Gagaoezisch: Gagauziya of Gagauz-Yeri; Roemeens/Moldavisch: Găgăuzia; Russisch: Гагаузия, Gagaoezija) is een autonome regio in het zuiden van Moldavië. De regio is bewoond door de Gagaoezen, een Turks volk in Zuidoost-Europa. De regio heeft de autonome status sinds 1994. De hoofdstad van Gagaoezië is Comrat. In 1990 was er een burgeroorlog tegen de republiek Moldavië.
Bestuurlijk is Gagaoezië een bestuurlijke eenheid (unitate administrativ-teritorială) van Moldavië.
Gagaoezië heeft een waarnemersstatus binnen TÜRKSOY.

## Etymologie
De naam Gagaouz is een Turkse naam die oorspronkelijk een verbastering is van "Gök-Oğuz" wat "Hemel-Oguz" of "Blauwe-Oguz" betekent. Oguz (ook wel Oghuz gespeld) refereert aan de Turkmeense stammen die ooit vanuit Centraal-Azië richting het westen zijn getrokken en zich o.a. in Anatolië zijn gaan vestigen. Binnen de symboliek van de Centraal-Aziatische nomadenculturen wordt de kleur blauw geassocieerd met het oosten; kleuren fungeerden er traditioneel als aanduiding van de kardinale richtingen

## Geschiedenis
In de 11e eeuw kwamen Turkse stammen vanuit de Altai zich over de Zwarte Zee in de Balkan vestigen. In de 12e eeuw stichtten de Gagaoezen een eigen land met Balik Bey aan het hoofd. In 1417 kwam de Balkan onder Osmaanse heerschappij en vanaf 1484 ook Bessarabië, waaronder Gagaoezië. Door de demografische druk van de Bulgaren, trokken de Gagaoeziërs rond 1750 naar Rusland en in de periode 1769-1791 meer richting Donau. In de periode 1801-1820 trokken ze uiteindelijk weer naar Bessarabië. 

### Republiek Comrat
In 1906 riepen ze daar de Republiek Comrat uit, die het evenwel slechts 15 dagen uithield.

### Moldavische SSR
Bij het einde van de Tweede Wereldoorlog werd de Moldavische Socialistische Sovjetrepubliek gesticht, waarin ook 80% van de Gagaoezen woonden. De anderen leefden in Bulgarije en Oekraïne. 

### Republiek Gagaoezië
Naar het voorbeeld van Transnistrië werd op 19 augustus 1990 de Republiek Gagaoezië uitgeroepen en tegen de wil van de Moldavische autoriteiten werden er parlementsverkiezingen gehouden. Als motivering werd het verzet tegen de "roemeniseringspolitiek" ingeroepen. De republiek werd nooit erkend. De eerste parlementsvoorzitter werd Stepan Topal die ook als eerste minister van 1991-1994 optrad.

### Autonome regio
Na het gewapend conflict in Transnistrië met talrijke doden, werd ook hier voor een gelijkaardig scenario gevreesd. Een uitbraak van geweld kon tijdig voorkomen worden en op 23 december 1994 stemde de Moldavische regering in met de eisen voor een territoriale autonomie. Zo werd het "Autonoom territoriaal gebied Gagaoezië" (Moldavisch: Unitate teritorială autonomă Găgăuzia, of kort: UTA Găgăuzia) binnen de Moldavische Republiek een feit.
Op 2 februari 2014 werd bij referendum bepaald, dat Gagaoezië zich van Moldavië afscheidt wanneer dit land zijn zelfstandigheid verliest. Zo hopen de Gagaoezen Moldavië te verhinderen zich aan te sluiten bij Roemenië.

## Geografie
Gagaoezië ligt in het zuiden van Moldavië en heeft een oppervlakte van 1832 km². Het is geen aaneengesloten gebied maar bestaat uit:
- het kerngebied rond de hoofdstad Comrat
- het gebied rond de stad Vulcănești
- de exclave Copceac
- de exclave Carbolia

## Bevolking
Gagaoezië telde in 2014 134.535 inwoners: 65.164 mannen en 69.371 vrouwen. Het aantal inwoners vertoont al tientallen jaren een dalende trend: in de volkstelling van 2014 werden er ruim 20.000 personen (-13,6%) minder geregistreerd dan 155.646 inwoners bij de volkstelling van 2004 en bijna 30.000 personen minder (-17,7%) dan 163.533 inwoners bij de laatste officiële Sovjetcensus van 1989.
| Census | Inwoners | Steden | Dorpen |
| ------ | -------- | ------ | ------ |
| 1959   | 104.499  |        |        |
| 1970   | 142.970  |        |        |
| 1979   | 152.850  |        |        |
| 1989   | 163.533  |        |        |
| 2004   | 155.646  |        |        |
| 2012   | ~162.300 |        |        |
| 2014   | 134.535  | 48.666 | 85.869 |

Van de bevolking was in 2014 ongeveer 18% tussen de 0-14 jaar (24.259 personen), 72,4% was tussen de 15-64 jaar (97.334 personen) en tot slot was 9,6% 65 jaar of ouder (12.942 personen). De grootste leeftijdscategorie vormden de 20 tot 29-jarigen met 22.929 personen (17%), gevolgd door de 50 tot 59-jarigen met 21.671 personen (16,1%). De tachtigplussers (geboren voor 12 mei 1934) vormden met 2.592 personen - 1,9% - de kleinste leeftijdsgroep. 
Ongeveer 15% van de bevolking leeft in de hoofdstad Comrat (c. 20.100 inwoners). Andere plaatsen met meer dan 10.000 inwoners zijn: Ceadîr-Lunga (16.600), Vulcănești (12.200) en Congaz (11.100). Ongeveer 63,8% leeft op het platteland. 

### Etniciteit
De grootste bevolkingsgroep vormen de Gagaoezen. De belangrijkste minderheden zijn Bulgaren, Russen, Moldaviërs en Oekraïners.
| Etnische groep | Aantal  | %     |
| -------------- | ------- | ----- |
| Gagauzen       | 112.403 | 83,8% |
| Bulgaren       | 6.573   | 4,9%  |
| Moldaviërs     | 6.304   | 4,7%  |
| Russen         | 4.292   | 3,2%  |
| Oekraïners     | 3.353   | 2,5%  |
| Roma           | 365     | 0,3%  |
| Overig         | 842     | 0,6%  |

### Religie
In de census van 2014 was het grootste deel van de bevolking orthodox, waaronder Roemeens-orthodox, Russisch-orthodox of Moldavisch-orthodoxe kerk, een autonome orthodoxe kerk die onder het Patriarchaat van Moskou: 97,6% van alle ondervraagden was lid van dit kerkgenootschap.

### Taal
De Gagaoezen spreken hoofdzakelijk Gagaoezisch, een Turkse taal. Het is de officiële taal, maar ook het Russisch en het Moldavisch gelden als officiële talen.
Het Gagaoezisch was de moedertaal van ruim 80% van de bevolking, ongeveer 106.000 van de 134.500 inwoners. Andere belangrijke moedertalen waren het Russisch (c. 10%), Bulgaars (5.466 sprekers; 4,1%), Moldavisch (3,7%) en Oekraïens (1,3%).

## Politiek
De autonomie van Gagaoezië is in de Moldavische grondwet verankerd, met het recht op een eigen regering, eigen onderwijs en de erkenning van het Gagaoezisch als officiële taal. Indien Moldavië zijn onafhankelijkheid zou verliezen wordt Gagaoezië automatisch een zelfstandige staat.
De wetgevende macht is het parlement, Halk Topluşu genoemd. Sinds 1998 is er een democratische grondwet, waarin onder andere bepaald wordt dat het gebied geregeerd wordt door een om de vier jaar rechtstreeks gekozen gouverneur.
Gagaoezië heeft een eigen politiemacht, die onder het ministerie van Binnenlandse zaken valt.

### Gouverneurs (Bashkan)
- 1996–1999 Georgi Tabunscik
- 1999–2002 Dimitry Kroytor
- 2002–2003 Georgi Tabunscik
- 2003-2006 Mihail Kendigelen
- 2006-2015 Mihail Formuzal
- 2015-2023 Irina Vlah
- 2023- Evghenia Gutul

## Administratieve indeling
De 26 gemeenten, inclusief deelgemeenten (localitățile), van Gagaoezië:
- Avdarma
- Amk
- Baurci
- Beșalma
- Beșghioz
- Bugeac
- Carbalia
- Cazaclia
- Ceadîr-Lunga, met de titel orașul (stad)
- Chioselia Rusă
- Chiriet-Lunga
- Chirsova
- Cioc-Maidan
- Cișmichioi
- Comrat, met de titel municipiul (grote stad)
- Congaz
- Congazcicul de Sus, inclusief Congazcicul de Jos en Dudulești
- Copceac
- Cotovscoe
- Dezghingea
- Etulia, inclusief Etulia Nouă en Etulia, loc. st. cf.
- Ferapontievca
- Gaidar
- Joltai
- Svetlîi, inclusief Alexeevca
- Tomai
- Vulcănești, met de titel orașul (stad), inclusief Vulcănești, loc. st. cf.